# Lemma di stima
In analisi complessa, il lemma di stima, anche conosciuto con il nome disuguaglianza ML, dà un estremo superiore agli integrali di contorno. Se una funzione è a valori complessi e continua sul contorno Γ e se il suo valore assoluto è limitata da una costante {\displaystyle M} per ogni {\displaystyle z} in {\displaystyle \Gamma ,} allora
{\displaystyle \left|\int _{\Gamma }f(z)\,dz\right|\leq M\,l(\Gamma ),}
dove {\displaystyle l(\Gamma )} è la lunghezza d'arco di {\displaystyle \Gamma .} In particolare, possiamo prendere il massimo
{\displaystyle M:=\max _{z\in \Gamma }|f(z)|}
come estremo superiore. Intuitivamente, il lemma è molto semplice da capire. Se si pensa a un contorno come tanti piccoli segmenti uniti insieme, allora ci sarà un massimo per ogni segmento. Ci sarà un massimo di tutti questi massimi. Pertanto, se si somma il massimo dei massimi su tutto il cammino, allora l'integrale lungo quel cammino dovrà essere minore o uguale a quello.
Formalmente, la validità della disuguaglianza può essere fatta vedere usando la definizione di integrale di contorno, della disuguaglianza triangolare per integrali, e della formula della lunghezza di un arco come segue:
{\displaystyle \left|\int _{\Gamma }f(z)\,dz\right|=\left|\int _{\alpha }^{\beta }f(\gamma (t))\gamma '(t)\,dt\right|\leq \int _{\alpha }^{\beta }\left|f(\gamma (t))\right|\left|\gamma '(t)\right|\,dt\leq M\int _{\alpha }^{\beta }\left|\gamma '(t)\right|\,dt=M\,l(\Gamma ).}
Il lemma di stima è usato comunemente come parte dei metodi di integrazione di contorno con lo scopo di mostrare che l'integrale lungo una parte del contorno va a 0, mentre {\displaystyle |z|\to \infty }. Sotto è mostrato un esempio.

## Esempio

Il contorno Γ

Problema.
Trovare un estremo superiore di
{\displaystyle \left|\int _{\Gamma }{\frac {1}{(z^{2}+1)^{2}}}\,dz\right|,}
dove {\displaystyle \Gamma } è il semicerchio superiore {\displaystyle |z|=a} con raggio {\displaystyle a>1} percorso una volta in senso antiorario.
Soluzione.
Per prima cosa si osservi che la lunghezza del cammino di integrazione è metà circonferenza di un cerchio di raggio {\displaystyle a,} quindi
{\displaystyle l(\Gamma )={\tfrac {1}{2}}(2\pi a)=\pi a.}
Poi cerchiamo un estremo superiore {\displaystyle M} dell'integranda quando {\displaystyle |z|=a.} Per la disuguaglianza triangolare vediamo che
{\displaystyle |z|^{2}=\left|z^{2}\right|=\left|z^{2}+1-1\right|\leq \left|z^{2}+1\right|+1,}
perciò
{\displaystyle \left|z^{2}+1\right|\geq |z|^{2}-1=a^{2}-1>0}
perché  {\displaystyle |z|=a>1} su {\displaystyle \Gamma .} Segue che
{\displaystyle \left|{\frac {1}{\left(z^{2}+1\right)^{2}}}\right|\leq M={\frac {1}{\left(a^{2}-1\right)^{2}}}.}
Quindi, applichiamo il lemma di stima. Il risultato è
{\displaystyle \left|\int _{\Gamma }{\frac {1}{\left(z^{2}+1\right)^{2}}}\,dz\right|\leq M\,l(\Gamma )={\frac {\pi a}{\left(a^{2}-1\right)^{2}}}.}